# The Pale Emperor
The Pale Emperor är Marilyn Mansons nionde studioalbum. Det släpptes 16 januari 2015.

## Låtförteckning
| Nr           | Titel                             | Längd |
| ------------ | --------------------------------- | ----- |
| 1.           | Killing Strangers                 | 5:36  |
| 2.           | Deep Six                          | 5:02  |
| 3.           | Third Day of a Seven Day Binge    | 4:26  |
| 4.           | The Mephistopheles of Los Angeles | 4:57  |
| 5.           | Warship My Wreck                  | 5:57  |
| 6.           | Slave Only Dreams to be King      | 5:20  |
| 7.           | The Devil Beneath My Feet         | 4:16  |
| 8.           | Birds of Hell Awaiting            | 5:05  |
| 9.           | Cupid Carries a Gun               | 4:59  |
| 10.          | Odds of Even                      | 6:22  |
| Total längd: | Total längd:                      | 52:00 |

| 11. | Day 3                      | 4:11 |
| 12. | Fated, Fateful, Fatal      | 4:41 |
| 13. | Fall of the House of Death | 4:30 |

Medverkande
- Marilyn Manson – sång
- Twiggy Ramirez – elbas, gitarr
- Tyler Bates – gitarr, keyboard
- Gil Sharone – trummor, percussion

Övriga
- Shooter Jennings – gitarr